# V. SS-Freiwilligen-Gebirgskorps
Das V. SS-Gebirgs-Korps („Fünftes Schutzstaffel-Gebirgs-Korps“), ab März 1944 V. SS-Freiwilligen-Gebirgskorps, war ein Großverband der Waffen-SS im Zweiten Weltkrieg.

## Geschichte
Das Generalkommando V. SS-Gebirgs-Korps wurde am 1. Juli 1943 in Berlin unter SS-Obergruppenführer Artur Phleps aufgestellt. Die Aufstellung der Korpstruppen erfolgte auf dem Truppenübungsplatz Milowitz bei Prag. Im Oktober 1943 wurde das Korps nach Bosnien verlegt, wo es der 2. Panzerarmee unter Lothar Rendulic unterstellt wurde und den Befehl über die 7. SS-Freiwilligen-Gebirgs-Division „Prinz Eugen“ und mehrere Heeresdivisionen übernahm. Das Korps wurde vorrangig für Operationen gegen die Tito-Partisanen eingesetzt. Das Hauptquartier befand sich in Mostar. Infolge der Belgrader Operation der Roten Armee musste sich das Korps Ende 1944 aus Bosnien zurückziehen. Dabei unterstand es zeitweise der Heeresgruppe E.
Im Februar 1945 wurde das Korps, nachdem die Rote Armee in der Weichsel-Oder-Operation auf breiter Front die deutsche Ostfront durchbrochen hatte, in den Raum Frankfurt (Oder)/Guben verlegt, wo es der 9. Armee der Heeresgruppe Weichsel unterstellt wurde. Nach der Schlacht um die Seelower Höhen im April geriet das Korps in den Kessel von Halbe, von wo sich nur noch Teile nach Westen durchschlagen konnten, um sich bei Tangermünde in amerikanische Gefangenschaft zu begeben.

## Gliederung
Korpstruppen
- Artilleriekommandeur V. SS-Gebirgskorps
- SS-Nachrichten-Abteilung 105
- SS-Aufklärungs-Abteilung 105
- SS-Panzer-Abteilung 105
- SS-Sturmgeschütz-Abteilung 105
- SS-Artillerie-Abteilung 105
- SS-Flak-Abteilung 105
- SS-Werfer-Abteilung 105
- SS-Sanitäts-Abteilung 105
- SS-Nachschubtruppen 105
- SS-Sturmbataillon V (ab April 1945)
- SS-Sturmgeschütz-Abteilung „Skanderbeg“ (ab April 1945)

Unterstellte Divisionen
- 26. Dezember 1943: 7. SS-Gebirgs-Division, 181. Infanterie-Division, 369. Infanterie-Division (kroat.), 118. Jäger-Division, 1. Gebirgs-Division
- 16. September 1944: 7. SS-Gebirgs-Division, 118. Jäger-Division, 369. Infanterie-Division (kroat.)
- 1. März 1945: 391. Sicherungs-Division z. b. V., 32. SS-Freiwilligen-Grenadier-Division „30. Januar“, Divisionsstab Raegener, Festung Frankfurt (Oder)

## Kommandierende Generale
- 1. Juli 1943 bis 21. September 1944: SS-Obergruppenführer und General der Waffen-SS Artur Phleps
- 21. September bis 1. Oktober 1944: SS-Brigadeführer und Generalmajor der Waffen-SS Carl Ritter von Oberkamp
- 1. Oktober 1944 bis 1. März 1945: SS-Obergruppenführer und General der Waffen-SS Friedrich-Wilhelm Krüger
- 1. März bis 8. Mai 1945: SS-Obergruppenführer und General der Waffen-SS Friedrich Jeckeln